# 科隆行政区
科隆行政区（德語：Regierungsbezirk Köln）是德国北莱茵-威斯特法伦州的5个行政区之一，首府科隆。

## 行政区划
科隆行政区下设8个县：
1. 亚琛县（Kreis Aachen），首府亚琛（Aachen）
2. 迪伦县（Kreis Düren），首府迪伦（Düren）
3. 奥伊斯基兴县（Kreis Euskirchen），首府奥伊斯基兴（Euskirchen）
4. 海因斯贝格县（Kreis Heinsberg），首府海因斯贝格（Heinsberg）
5. 上贝格县（Oberbergischer Kreis），首府古默斯巴赫（Gummersbach）
6. 莱茵-埃尔夫特县（Rhein-Erft-Kreis），首府贝格海姆（Bergheim）
7. 莱茵-贝格县（Rheinisch-Bergischer Kreis），首府貝爾吉施格拉德巴赫（Bergisch Gladbach）
8. 莱茵-锡格县（Rhein-Sieg-Kreis），首府锡格堡（Siegburg）

科隆行政区下设4个非县辖城市：
1. 亚琛市（Aachen）
2. 波恩市（Bonn）
3. 科隆市（Köln）
4. 勒沃库森市（Leverkusen）